# Protoféminisme

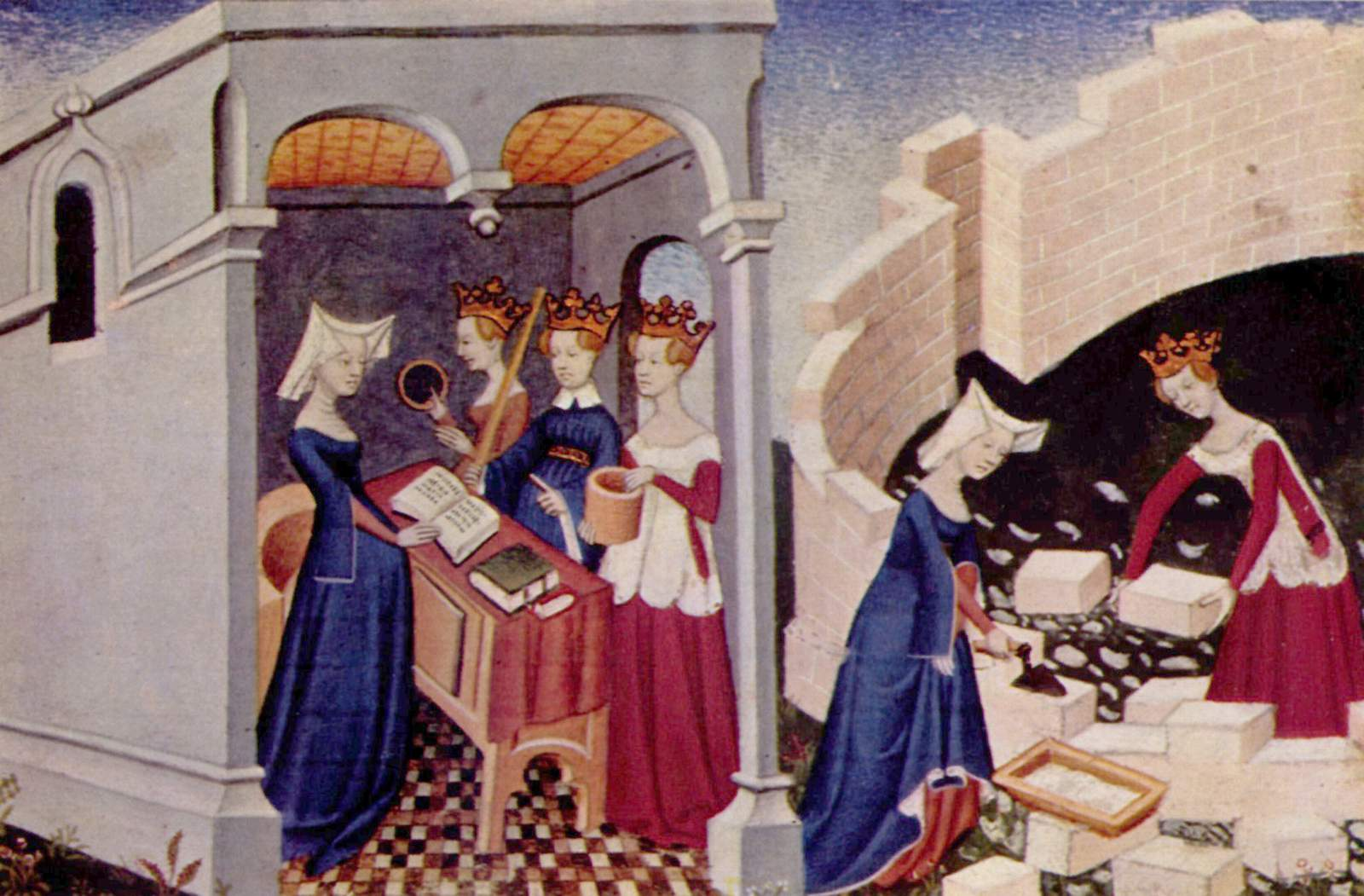
Raison, Droiture et Justice apparaissent à Christine de Pizan puis Christine de Pizan et la Raison construisent La Cité des dames. Miniature du Maître de la Cité des dames, vers 1407-1409, BNF, Fr.607, f.2.

Le protoféminisme est un concept qui anticipe le féminisme moderne dans des contextes où le concept de féminisme en tant que tel est encore inconnu, désignant des penseurs de l'antiquité au XXe siècle, qui prônent des idées relevant de principes féministes en vue d'accroître l'égalité entre les hommes et les femmes, que ce soit en termes de droits des femmes, d'éducation, de liberté d'expression. Il désigne ainsi une grande variété d'idées, mais également de moyens de les exprimer.

## Définition
Le terme protoféminisme est construit sur la base du préfixe d'origine grecque proto-, signifiant « premier » et du nom féminisme. C'est un concept qui anticipe le féminisme moderne dans des contextes où le concept de féminisme en tant que tel est encore inconnu. Il fait particulièrement référence à la période antérieure au XXe siècle,, bien que son usage précis soit sujet à controverse, le féminisme des Lumières et le féminisme du XIXe siècle étant souvent inclus dans le concept de féminisme. L'utilité du terme protoféministe est remise en question par certains chercheurs modernes, de même que le terme postféministe.

## Histoire

### Antiquité grecque et romaine
Selon Elaine Hoffman Baruch, Platon, plaidait déjà pour « the total political and sexual equality of women, advocating that they be members of his highest class… those who rule and fight » (« l'égalité politique et sexuelle totale des femmes, avançant qu'elles appartiennent à la plus haute classe… celles qui dirigent et combattent »). Le Livre V de La République de Platon traite du rôle des femmes :

« Il n’est point dans un État de fonction exclusivement affectée à l’homme ou à la femme, à raison de leur sexe ; mais les deux sexes participent des mêmes facultés ; et la femme, ainsi que l’homme, est appelée par la nature à toutes les fonctions. »

— Platon, La République, Livre V
Selon La République, dans l'État idéal de Platon, les femmes devraient travailler aux côtés des hommes, recevoir une éducation égale et partager avec eux de manière égale tous les aspects de la politique. La seule exception concerne les travaux requérant une grande force physique, pour lesquels les femmes présentent moins de capacités.
Au Ier siècle, le philosophe stoïcien Musonius Rufus intitule un de ses 21 Discours Que les femmes devraient elles aussi étudier la philosophie, dans lequel il argumente en faveur d'une éducation en philosophie égale pour les femmes : « Si vous me demandez quelle doctrine produit une telle éducation, je dois répondre que sans philosophie, aucun homme ne peut être correctement éduqué, ainsi aucune femme non plus. De plus, ce ne sont pas que les hommes, mais également les femmes, qui ont une inclinaison naturelle pour la vertu ainsi que la capacité de l'acquérir, et ce n'est pas moins dans la nature des femmes que dans celle des hommes d'être attirés par le Bien et les actions justes et de rejeter ce qui leur est opposé. Si ceci est vrai, par quel raisonnement pourrait-il jamais être approprié pour les hommes de rechercher à mener une vie juste, mais inapproprié pour les femmes ? »
Dans les années 1940 déjà, la critique reconnaît une dimension féministe à certains écrits antiques, à l'instar de l'historien Pierre Roussel, comme le rappelle Robert Flacelière en 1971.

### Monde musulman
Alors qu'à l'époque pré-moderne, il n'y a pas de mouvement féministe formel parmi les nations musulmanes, il existe de nombreuses figures importantes qui se prononcent en faveur des droits des femmes et de leur autonomie. Le philosophe mystique médiéval Ibn Arabi argumente que même si les hommes sont favorisés par rapport aux femmes pour être des prophètes, les femmes sont autant capables d'accéder à la walîy (sainteté) que les hommes.
Au XIIe siècle, le théologien Sunni Ibn Asakir écrit que les femmes peuvent étudier et obtenir leur ijazah afin de transmettre les textes religieux tels que les hadiths. c'est particulièrement les cas dans les familles éduquées et très pieuses, qui veulent assurent la meilleure éducation possible à leurs fils aussi bien qu'à leurs filles. Cependant, certains hommes n'approuvent pas cette pratique, tels que Muhammad ibn al-Hajj (mort en 1336), qui se dit choqué par les femmes s'exprimant d'une voix forte et exposant leur awra en présence d'hommes en écoutant la récitation des livres saints.
Au XIIe siècle, l' ouléma et qadi (juge) Ibn Rushd (Averroès), commentant les propos de Platon sur l'égalité des sexes dans La République, en conclut que si les hommes sont plus forts physiquement, il est cependant possible pour les femmes de réaliser de bonnes performances dans les mêmes devoirs que les hommes. Dans Bidayat al-mujtahid, il ajoute que ces devoirs incluent la participation à la guerre et il exprime son désaccord avec le fait que, dans la société musulmane, les femmes soient exclusivement limitées aux rôles de mères et d'épouses. Certaines femmes prennent part à des batailles, notamment durant l'Expansion de l'islam et les fitan, parmi lesquelles Nusaybah bint Ka'ab et Aisha.

### Europe médiévale
À cette époque, l'opinion dominante est que les femmes sont intellectuellement et moralement plus faibles que les hommes et qu'elles ont été entachées par le péché originel commis par Ève, selon la tradition biblique. Cet argument est utilisé pour justifier les limitations que les hommes imposent aux femmes, telles que l'interdiction, pour elles, de la propriété privée, ou le fait d'être obligées d'obéir en tout temps à leurs pères et à leur maris. Cette opinion et les conséquences qui en sont retirées sont déjà contestées à l'époque médiévale. Ces protoféministes médiévales aujourd'hui reconnues comme ayant joué un grand rôle dans le développement ultérieur du féminisme incluent notamment Marie de France, Aliénor d'Aquitaine, Bettisia Gozzadini, Nicola de la Haie, Christine de Pizan, Jadwiga Ire de Pologne, Laura Cereta et La Malinche.

#### Les femmes durant la Révolte des Paysans
La Révolte des paysans de 1381 en Angleterre est une rébellion populaire contre le servage, dans laquelle les femmes ont joué un rôle essentiel. Le 14 juin 1381, le Lord grand chancelier et l'Archevêque de Canterbury, Simon de Sudbury, sont traînés hors de la Tour de Londres et décapitulés. Le groupe est mené par Johanna Ferrour, qui ordonne cette sentence en réponse aux lourdes taxes et impôts décrétés par Sudbury. Elle ordonne également la décapitation du Lord grand trésorier Sir Robert de Hales. Finalement, Johanna Ferrour brûle l'hôtel de Savoie et vole un coffre d'or appartenant au duc. Le Lord juge en chef d'Angleterre et du pays de Galles John Cavendish est décapité par Katherine Gamen, une autre meneuse de cette révolte.
Sylvia Federico, professeure d'anglais au Bates College, avance que les femmes démontrent souvent un désir très fort de participer aux révoltes et à celle-ci en particulier. Elles y font tout ce que font les hommes : elles se montrent aussi violentes qu'eux dans leur rébellion contre le gouvernement, si ce n'est pas davantage. Johanna Ferrour n'est pas la seule femme à la tête de cette révolte, d'autres sont impliquées. Une femme est ainsi inculpée pour avoir encouragé une attaque contre une prison à Maidstone dans le Kent, une autre tenue responsable du vol d'une multitude de manoirs, laissant les serviteurs trop effrayés pour y revenir ensuite. Même si les femmes sont peu nombreuses parmi les meneurs de la révolte, elles se retrouvent en grand nombre parmi les foules, par exemple 70 dans le Suffolk.
Les femmes ont alors de bonnes raisons de se révolter et de prendre occasionnellement le rôle de meneuses. Les taxes décidées en 1380 sont plus dures pour les femmes mariées et elles démontrent par leurs actes de violence leur haine croissante du gouvernement.

#### Hrotsvita de Gandersheim
Hrotsvita de Gandersheim est une chanoinesse germanique née vers 935 et morte vers 973. Son œuvre est considérée d'importance majeure car elle est la première autrice des états germaniques, la première historienne et semble être la première personne depuis l'Antiquité à écrire des pièces de théâtre durant le Haut Moyen Âge.
Depuis sa redécouverte vers 1600 par Conrad Celtis, Hrotsvitha est la source d'un intérêt particulier et un sujet d'études pour les féministes, qui commencent à replacer son œuvre dans une perspective féministe, certains argumentant que bien qu'Hrotsvitha ne soit pas une féministe à proprement parler, elle est une figure importante pour l'histoire du féminisme.

### Renaissance européenne

#### Restrictions envers les femmes

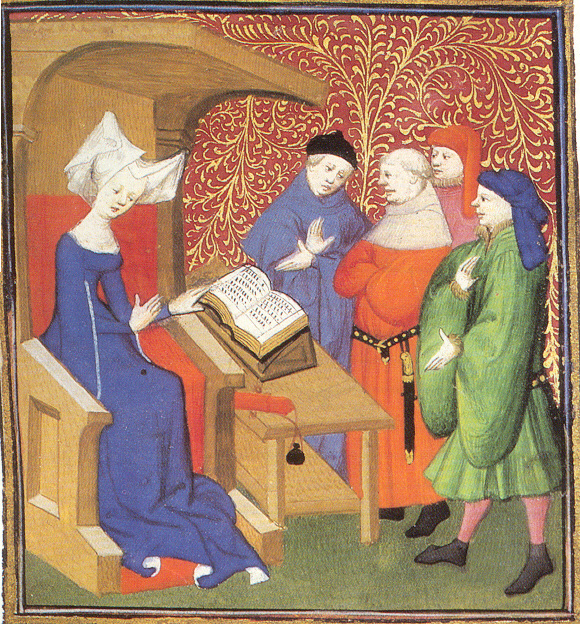
Christine de Pizan enseignant à un groupe d'hommes.

Au début de la Renaissance, l'unique rôle et la seule valeur sociale des femmes sont liés à la reproduction.
Ce rôle genré définit l'identité principale d'une femme et représente son seul but dans la vie. Socrate, auquel se réfèrent souvent les humanistes de la renaissance, dit qu'il tolérait sa première femme, Xanthippe seulement parce qu'elle lui avait donné des fils, de la même manière qu'on tolère le bruit des oies parce qu'elles produisent des œufs et des poussins. Cette analogie a perpétué l'affirmation selon laquelle le seul rôle d'une femme est la reproduction.
À la Renaissance, le mariage définit une femme : elle est celui qu'elle épouse. Jusqu'au mariage, elle reste la propriété de son père. Elle a peu de droits en-dehors de privilèges accordés par un mari ou un père. Il est attendu d'elle qu'elle soit chaste, obéissante, aimable, soumise et qu'elle s'exprime à voix basse, voire qu'elle reste silencieuse. Dans la pièce de 1593 de William Shakespeare La Mégère apprivoisée, Catherina est vue comme impossible à marier en raison de son caractère trop fort et de sa nature têtue et franche, contrairement à sa douce sœur Bianca. Elle est dépeinte comme une rebelle qui a besoin d'être apprivoisée pour se soumettre. Une fois apprivoisée, elle accourt quand Petruchio la convoque, presque comme un chien. Sa soumission est applaudie : elle est désormais reconnue comme une vraie femme, maintenant « conformable to other household Kates » (« conforme aux autres Kate de maison »).
Il n'est donc pas surprenant que la plupart des femmes soient à peine éduquées. Dans une lettre adressée à Lady Baptista Maletesta de Montefeltro en 1424, l'humaniste Leonardo Bruni écrit : « While you live in these times when learning has so far decayed that it is regarded as positively miraculous to meet a learned man, let alone a woman. » (« Alors que vous vivez à cette époque où l'apprentissage s'est délité, il est positivement miraculeux de rencontrer un savant, d'autant plus une femme »). Leonardo Bruni lui-même pense que les femmes n'ont aucun besoin d'éducation parce qu'elles ne sont pas engagées dans les forums et les grandes discussions sociales pour lesquelles une certaine rhétorique est nécessaire. Dans la même lettre, il écrit :

« For why should the subtleties of… a thousand… rhetorical conundra consume the powers of a woman, who never sees the forum? The contests of the forum, like those of warfare and battle, are the sphere of men. Hers is not the task of learning to speak for and against witnesses, for and against torture, for and against reputation… She will, in a word, leave the rough-and-tumble of the forum entirely to men. »

— Leonardo Bruni, 

« Pourquoi consumer les pouvoirs d'une femme, qui ne voit jamais le forum avec les subtilités de […] mille […] énigmes rhétoriques ? Les disputes du forum, comme la guerre et la bataille, sont la sphère des hommes. Ce n'est pas son rôle d'apprendre à parler pour ou contre des témoins, pour ou contre la torture, pour ou contre une réputation […] En un mot, elle laissera entièrement aux hommes les tourments du forum. »

— Traduction libre de Leonardo Bruni, De studiis et litteris ad illustrem dominam baptistam de malatesta tractatulus, 1494.

#### La littérature de sorcières
À partir du Malleus Maleficarum, l'Europe de la Renaissance voit paraître de nombreux traités sur les sorcières, sur leur nature, leurs pouvoirs et les moyens pour les repérer, les chasser et les punir, qui contribuent à renforcer et à perpétuer la vision des femmes comme des pécheresses moralement corrompues et à maintenir les restrictions qui leur sont imposées.

#### Promotion de l'éducation des femmes
Cette vision négative des femmes et des restrictions qui pèsent sur elles ne fait pas l'unanimité. Simone de Beauvoir affirme que la première fois que l'on vit une femme prendre la plume pour défendre son sexe fut quand Christine de Pizan écrivit l'Épître au Dieu d'Amour et La Cité des dames, au tournant du XVe siècle. Un des premiers hommes avocats de la cause des femmes est Henri-Corneille Agrippa de Nettesheim dans De la noblesse et préexcellence du sexe féminin.
Catherine d'Aragon, la première ambassadrice officielle dans l'histoire européenne, passe commande à Juan Luis Vives de l'ouvrage De institutione feminae christianae (L’Instruction de la femme chrétienne, 1523), prônant le droit à l'éducation des femmes. Elle encourage et popularise l'éducation des femmes en Angleterre durant son mariage avec Henry VIII.
Juan Luis Vives et l'humaniste Rudolph Agricola avancent qu'au moins les femmes aristocrates nécessitent d'être éduquées. Roger Ascham est chargé de l'éducation de la Reine Élisabeth Ire, qui lit le latin ainsi que le grec et écrit des poèmes occasionnels (en) tels que On Monsieur's Departure (en). Elle est ainsi décrite comme ayant du talent, sans la faiblesse féminine, la persévérance d'un homme et le faible corps d'une femme, mais le cœur et l'estomac d'un roi. La seule façon de la considérer comme un bon dirigeant est alors de mettre en avant ses qualités viriles. Être une femme puissante et prospère dans la Renaissance, comme la Reine Elisabeth Ire, signifie alors à certains égards être masculine, une perception qui limite le potentiel des femmes en tant que femmes.
Les femmes de l'aristocratie ont de plus grandes chances de recevoir une éducation, mais ce n'est pas non plus impossible de devenir lettrée pour les femmes des classes sociales moins élevées. Une femme de la Renaissance du nom de Margherita, apprend à lire et à écrire à l'âge de 30 ans, afin de n'avoir plus besoin d'intermédiaire pour la correspondance qu'elle échange avec son mari. Même si Margherita remet ainsi en question son rôle de genre, elle ne devient pas lettrée afin de devenir plus savante, mais pour devenir une meilleure épouse en acquérant la capacité à communiquer directement avec son mari.

#### Femmes savantes dans l'Europe moderne
Les femmes qui reçoivent une éducation atteignent souvent un haut niveau de connaissance et écrivent pour la défense des femmes et de leurs droits. Un exemple en est l'autrice vénitienne Moderata Fonte. La peintre Sofonisba Anguissola naît vers 1532 dans une famille instruite de Crémone. Ses sœurs et elle sont éduquées selon les standards masculins et quatre des cinq deviennent des peintres professionnelles. Sofonisba est celle qui rencontre le plus grand succès, le couronnement de sa carrière est sa nomination comme peintre à la cour du roi d'Espagne Philippe II.
Les célèbres salons de la Renaissance abritant les débats intellectuels et les lectures ne sont pas ouverts aux femmes. Cette exclusion des forums publics entraîne des difficultés pour les femmes éduquées. En dépit de ces contraintes, beaucoup de femmes sont capables d'exprimer de nouvelles idées. Isotta Nogarola combat cette misogynie littéraire par la défense des femmes au travers d'ouvrages biographiques et de l'exonération d'Ève. Elle crée à cette époque un espace pour les voix féminines et est perçue comme une intellectuelle. De même Laura Cereta réinvente le rôle des femmes dans la société et prône que l'éducation est un droit pour tous les humains allant jusqu'à dire que les femmes étaient responsables de ne pas avoir saisi leurs droits à l'éducation. Cassandra Fedele est la première à rejoindre un gentleman's club humaniste, déclarant que la féminité est une raison de fierté et que l'égalité entre les sexes est essentielle. D'autres femmes comme Margaret Roper, Mary Basset et les sœurs Cooke, Elizabeth, Mildred (en) et Anne gagnent la reconnaissance des théologiens par leurs importantes contributions aux traductions. Moderata Fonte et Lucrezia Marinella sont parmi les premières femmes à adopter les styles rhétoriques masculins de manière à rectifier le contexte social inférieur pour les femmes. Les hommes de l'époque reconnaissent aussi que certaines intellectuelles ont des facultés et commencent à écrire leurs biographies, comme Giacomo Filippo Tomasini. La chercheuse moderne Diana Robin souligne que l'histoire des intellectuelles est un long et noble lignage.

#### Juana Inés de la Cruz

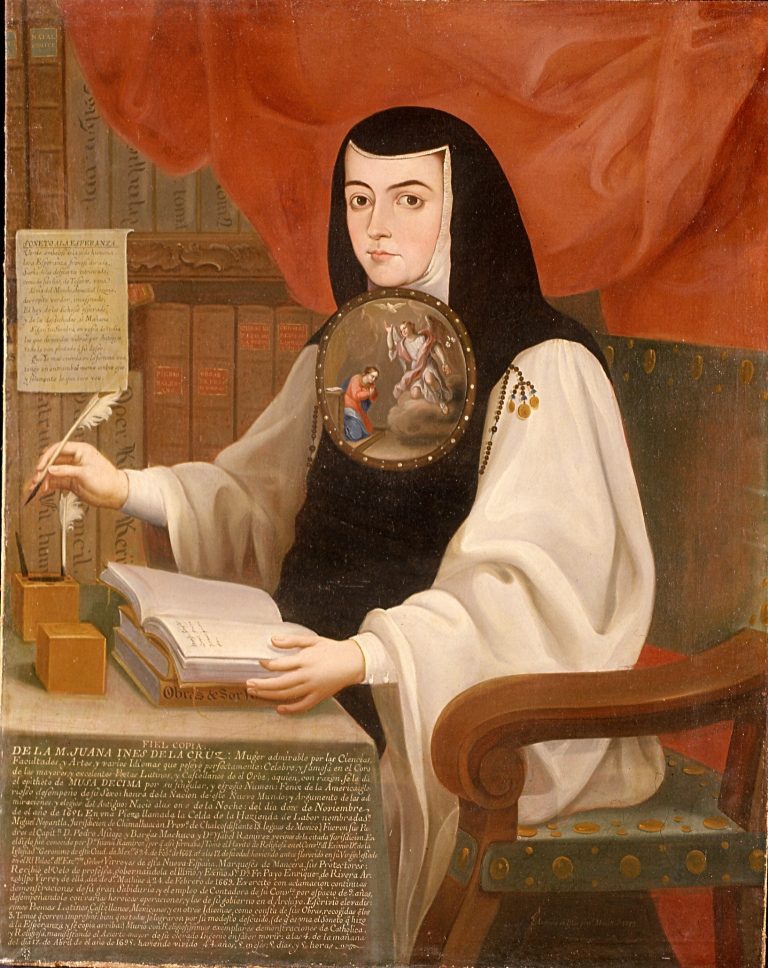
La protoféministe Juana Inés de la Cruz, portrait de 1772.

Juana Inés de la Cruz est une nonne de la Nouvelle-Espagne coloniale au XVIIe siècle. Elle est une Criolla (en) illégitime, née d'un père espagnol absent et d'une mère Criolla. Très intelligente et autodidacte, qui étudie dans la bibliothèque de son riche grand-père. En tant que femme, Juana n'est pas autorisée fréquenter l'enseignement formel. Elle supplie sa mère de la laisser masculiniser son apparence et fréquenter l'université sous une identité masculine. Grâce au soutien de la vice-reine Leonor Carreto qui la prend sous son aile, le vice-roi, le marquis de Mancera, offre à Juana Inés de la Cruz la chance de prouver son intelligence. Elle dépasse alors toutes les attentes et, ainsi légitimée par la cour du vice-roi, elle établit sa réputation en tant qu'intellectuelle.
Les raisons qui ont poussé Juana à devenir religieuse font encore débat. Au couvent, elle est une figure controversée, prônant la reconnaissance des femmes théologiennes, critiquant les structures patriarcales et coloniales de l'Église et publiant ses propres écrits, par lesquels elle s'impose comme une figure d'autorité. Juana Inés de la Cruz plaide également en faveur de l'éducation universelle. Elle joue un rôle historique dans la Querelle des Femmes et est reconnue non seulement comme une protoféministe, mais également comme une théologienne féministe, une écoféministe et est liée au féminisme lesbien.

#### La Réforme
La Réforme marque un tournant dans le développement des droits et de l'éducation des femmes. Comme le protestantisme repose sur l'interaction directe des croyants avec Dieu, la capacité à lire la Bible et les recueils de prières devient soudainement nécessaire à tous, y compris les femmes et les fillettes. Les communautés protestantes commencent à monter des écoles où garçons et filles reçoivent les bases de l'alphabétisation.
Les protestants ne perçoivent alors plus les femmes comme faibles et de mortelles pécheresses, mais comme les dignes compagnes des hommes, ayant besoin d'éducation pour devenir des épouses capables.

### XVIIesiècle

#### Non-conformisme, protectorat et restauration
Marie de Gournay (1565–1645) publie la troisième édition des Essais de Michel de Montaigne après la mort de celui-ci. Elle écrit également deux essais féministes : Égalité des Hommes et des Femmes en 1622 et Grief des Dames en 1626. En 1673, François Poullain de La Barre publie De l'Ėgalité des deux sexes.
Le XVIIe siècle voit apparaître de nombreux nouveaux mouvements religieux non-conformistes, tels que les Quakers qui accordent une plus grande liberté d'expression aux femmes, permettant ainsi l'émergence de plusieurs autrices féministes : Rachel Speght (en), Katherine Evans, Sarah Chevers, « la mère du quakerisme » Margaret Fell, Mary Forster et Sarah Blackborow (en),,. Dans les premières décennies du quakerisme, plusieurs femmes, ministres du culte et écrivaines, sont considérées comme des figures importantes du mouvement, comme Mary Mollineux et Barbara Blaugdone (en).

En général, cependant, les femmes qui prêchent ou expriment des opinions sur la religion courent le danger d'être accusées de lunatisme ou de sorcellerie et nombre d'entre elles, comme Anne Askew, sont condamnées au bucher pour hérésie et meurent « for their implicit or explicit challenge to the patriarchal order » (d'avoir, implicitement ou explicitement, défié l'ordre patriarcal).

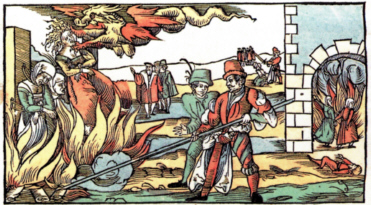
Sorcières au bucher.

 En France et en Angleterre, les idées féministes sont vues comme des attributs de l'hétérodoxie et de mouvements comme le Valdéisme et le Catharisme, plutôt que de l'orthodoxie. L'égalitarisme religieux, tel que prêché par les Niveleurs, a également une influence sur l'égalité de genre et des implications politiques. Les Niveleuses organisent des manifestations et des pétitions pour l'égalité des droits, qui sont interdites par les autorités de l'époque.
Le XVIIe siècle voit aussi l'émergence de davantage d'autrices, telles que Anne Bradstreet, Bathsua Makin, Margaret Cavendish, Duchesse de Newcastle, Lady Mary Wroth,, l'anonyme Lady Eugenia, Mary Chudleigh (en) et Mary Astell, qui dépeignent le changement des rôles féminins et plaident pour leur éducation. Elles rencontrent cependant de l'hostilité, ainsi que le démontrent les exemples de Margaret Cavendish et Mary Wroth, dont les œuvres n'avaient jamais été publiées avant le XXe siècle.
La France du XVIIe siècle voit l'émergence de salons, des réunions culturelles pour les intellectuels de la haute société, dont certains sont tenus par des femmes et auxquels elles prennent parfois part en tant qu'artistes. Mais même si les femmes obtiennent de devenir membres de ces salons, elles restent en arrière-plan et si elles écrivent, ce n'est pas dans le but que leurs œuvres soient publiées. En dépit de leur rôle limité dans les salons, Jean-Jacques Rousseau les décrit comme une menace à la domination masculine naturelle.
Mary Astell est souvent décrite comme la première autrice féministe, mais c'est ignorer la dette intellectuelle qu'elle a envers Anna Maria van Schurman, Bathsua Makin et d'autres qui l'ont précédée. Elle est assurément l'une des premières écrivaines féministes en langue anglaise et ses analyses restent pertinentes aujourd'hui. Elle va plus loin que ces prédécesseures en instituant des établissements d'enseignement pour les femmes,. Ensemble, Mary Astell et Aphra Behn établissent les bases de la théorie féministe au XVIIe siècle. Aucune femme ne s'exprimera ensuite, pendant les siècles suivants, avec autant de force, bien que dans les récits historiques, Mary Astell est souvent éclipsée par son amie et correspondante plus jeune et plus pétillante Lady Mary Wortley Montagu.
La libéralisation des valeurs sociales et la sécularisation à la Restauration anglaise amènent de nouvelles opportunités pour les femmes dans le domaine des arts, qu'elles utilisent pour faire avancer leur cause. Les autrices de théâtre rencontrent une hostilité similaire, notamment Catherine Trotter Cockburn, Delarivier Manley et Mary Pix. La plus influente de toutes est Aphra Behn,,, une des premières Anglaises à gagner sa vie comme écrivaine et qui aura une influence notable en tant que romancière, autrice de théâtre et propagandiste politique,. Bien qu'ayant connu le succès de son vivant, Aphra Behn a souvent été qualifiée d'« unwomanly » (non-féminine) par les auteurs du XVIIe siècle tels que Henry Fielding et Samuel Richardson. Julia Kavanagh, critique littéraire du XIXe siècle, affirme : « instead of raising man to woman's moral standards [Behn] sank to the level of man's courseness. » (Au lieu d'élever l'homme au standard moral de la femme, [Aphra Behn] s'abaisse au niveau de la mesquinerie de l'homme). Ce n'est qu'au XXe siècle qu'Aphra Behn obtient un large lectorat et une reconnaissance de la critique. Ainsi, Virginia Woolf lui rend hommage : « All women together ought to let flowers fall upon the grave of Aphra Behn… for it was she who earned them the right to speak their minds. » (Toutes les femmes devraient recouvrir la tombe d'Aphra Behn de fleurs […] car c'est elle qui leur a obtenu le droit d'exprimer leurs opinions).
Les autrices féministes majeures d'Europe continentale incluent notamment Marguerite de Navarre, Marie de Gournay et Anna Maria van Schurman, qui combattent la misogynie et promeuvent l'éducation des femmes. En Suisse, le premier texte publié par une femme remonte à 1694 : Dans Glaubens-Rechenschafft, Hortensia von Moos s'oppose à l'idée que les femmes doivent rester silencieuses. L'année précédente, un tract anonyme, nommé la Rose der Freyheit (La Rose de la Liberté), avait déjà été publié pour dénoncer la domination masculine et les abus faits aux femmes.
Dans le Nouveau Monde, la religieuse mexicaine Juana Inés de la Cruz, défend l'éducation des femmes dans son essai Respuesta a Sor Filotea. À la fin du XVIIe siècle, les voix des femmes comment à se faire de plus en plus entendre, du moins par les femmes éduquées. La littérature des dernières décennies du siècle est parfois nommée par le terme anglais « Battle of the Sexes » (la Bataille des Sexes) et était parfois très violemment polémique, comme le Gentlewoman's Companion d'Hannah Woolley. Les femmes sont soumises à des pressions sociales conflictuelles : elles ont moins de possibilités de travail en dehors de la maison que les hommes et leur éducation a parfois autant renforcé l'ordre social qu'inspiré une réflexion indépendante.